# Breitenbach (Wetterzeube)
Breitenbach ist ein Ortsteil der Gemeinde Wetterzeube und liegt im Süden des sachsen-anhaltischen Burgenlandkreises.

## Geographie
Durch Breitenbach verläuft der 51. Breitengrad.
Die ehemalige Gemeinde Breitenbach bestand aus dem Ort Breitenbach und den Ortsteilen Schlottweh und Schneidemühle.

## Geschichte

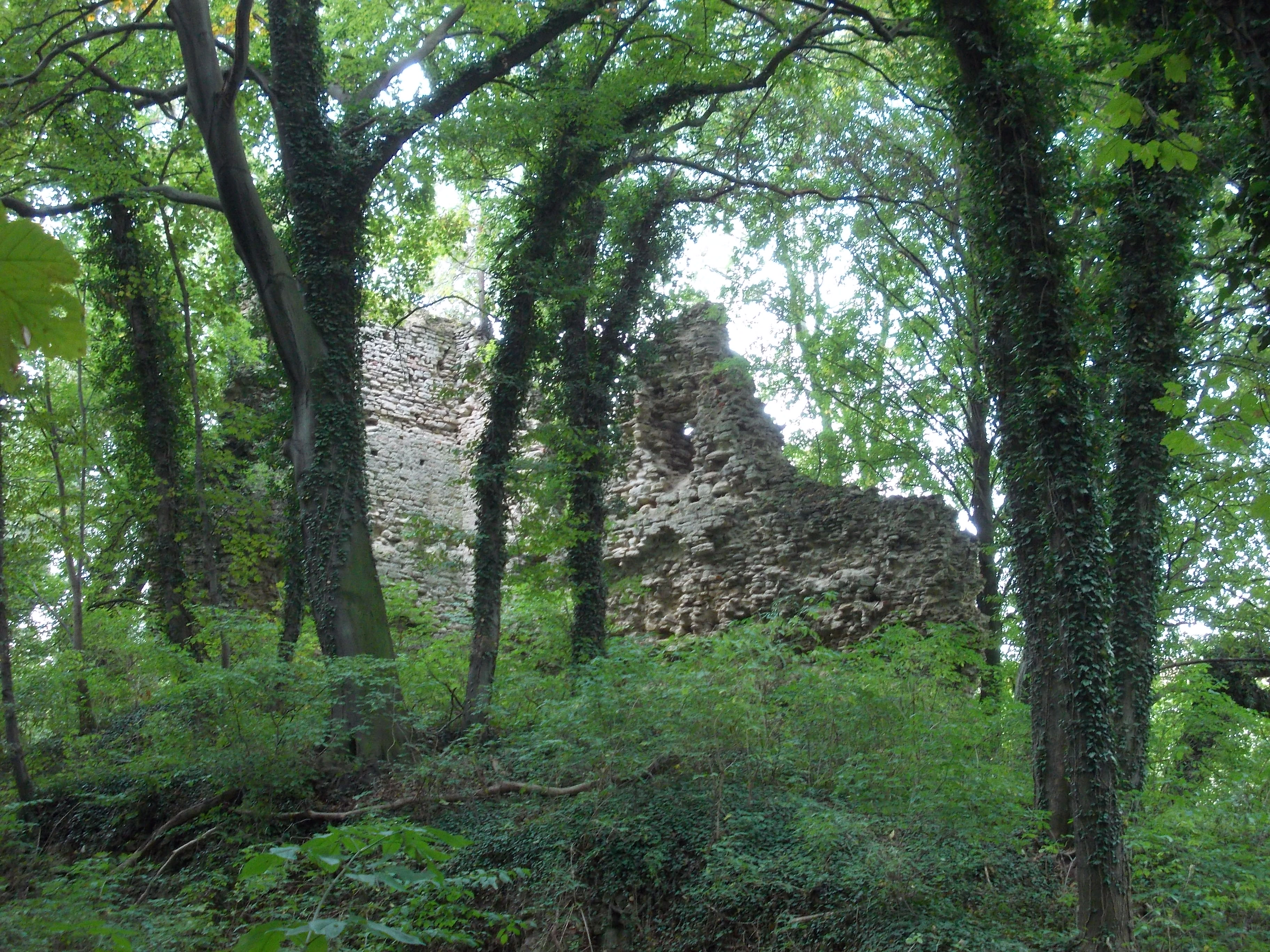
Ruine der Kempe

Ein Fundplatz aus der jüngeren Altsteinzeit wurde 1925 durch den Dorfschullehrer Erich Thiersch an der Schneidemühle entdeckt. Hierbei handelt es sich offenbar um einen vor zirka 35.000 Jahren vom Anatomisch Modernen Menschen wiederholt aufgesuchten Lagerplatz. Im Jahr 2012 stießen Archäologen bei den seit 2009 andauernden Ausgrabungen auf die bislang älteste Elfenbeinwerkstatt der Welt, in der Mammutstoßzähne verarbeitet wurden.
Die Burg Breitenbach war ursprünglich ein Königshof, der erstmals in einer gefälschten Königsurkunde von 1138 als Breitenbuch genannt wird. Später wurde wohl in diese ältere Anlage (aus dem 10./11. Jh.) von der Familie Breitenbuch eine Burg hineingebaut, die seit Mitte des 12. bis Ende des 13. Jahrhunderts deren Stammsitz war. Ab der ersten Hälfte des 13. Jahrhunderts befand sich die Burg im Besitz des Naumburger Hochstiftes, wechselte aber mehrmals zwischen dem Bischof und den Markgrafen von Meißen. 1306 übertrug der Markgraf Dietrich die Burg Breitenbach an Graf Simon von Stolberg, und um 1310 hatte es Albert Knut wohl nur kurz als Lehen. Vermutlich wurde die Burg in den kriegerischen Auseinandersetzungen von 1315 durch zwei Brände zerstört. 1317 verkaufte Graf Heinrich von Stolberg die Burg an den Naumburger Bischof. Die direkt neben der Burg liegende Kempe (Kemenate) wurde aus deren Trümmern Mitte des 14. Jahrhunderts errichtet.
Bis 1792 lag Breitenbach im Amt Haynsburg, danach im Amt Zeitz.
Ein Schild am Hang unterhalb der Reichsburg weist darauf hin, dass die Nationalsozialisten hier einen Thingplatz errichtet hatten. Reste davon sind keine sichtbar (Stand 2025).
Am 1. Januar 2010 schlossen sich die Gemeinden Breitenbach und Haynsburg mit der Gemeinde Wetterzeube zur neuen Gemeinde Wetterzeube zusammen.

### Einwohnerentwicklung
Entwicklung der Einwohnerzahl (ab 1995 31. Dezember): *
| - 1990 - 346 - 1995 - 319 - 2000 - 366 | - 2003 - 379 - 2007 - 321 |

## Politik
Breitenbach bildet mit den Ortsteilen Schlottweh und Schneidemühle eine eigenständige Gemeinde. Verwaltet wird die Gemeinde von der Verwaltungsgemeinschaft Droyßiger-Zeitzer Forst.

### Bürgermeister
Bürgermeister ist seit 2010 Frank Jacob.

## Kultur und Sehenswürdigkeiten

### Bauwerke
- Kirche

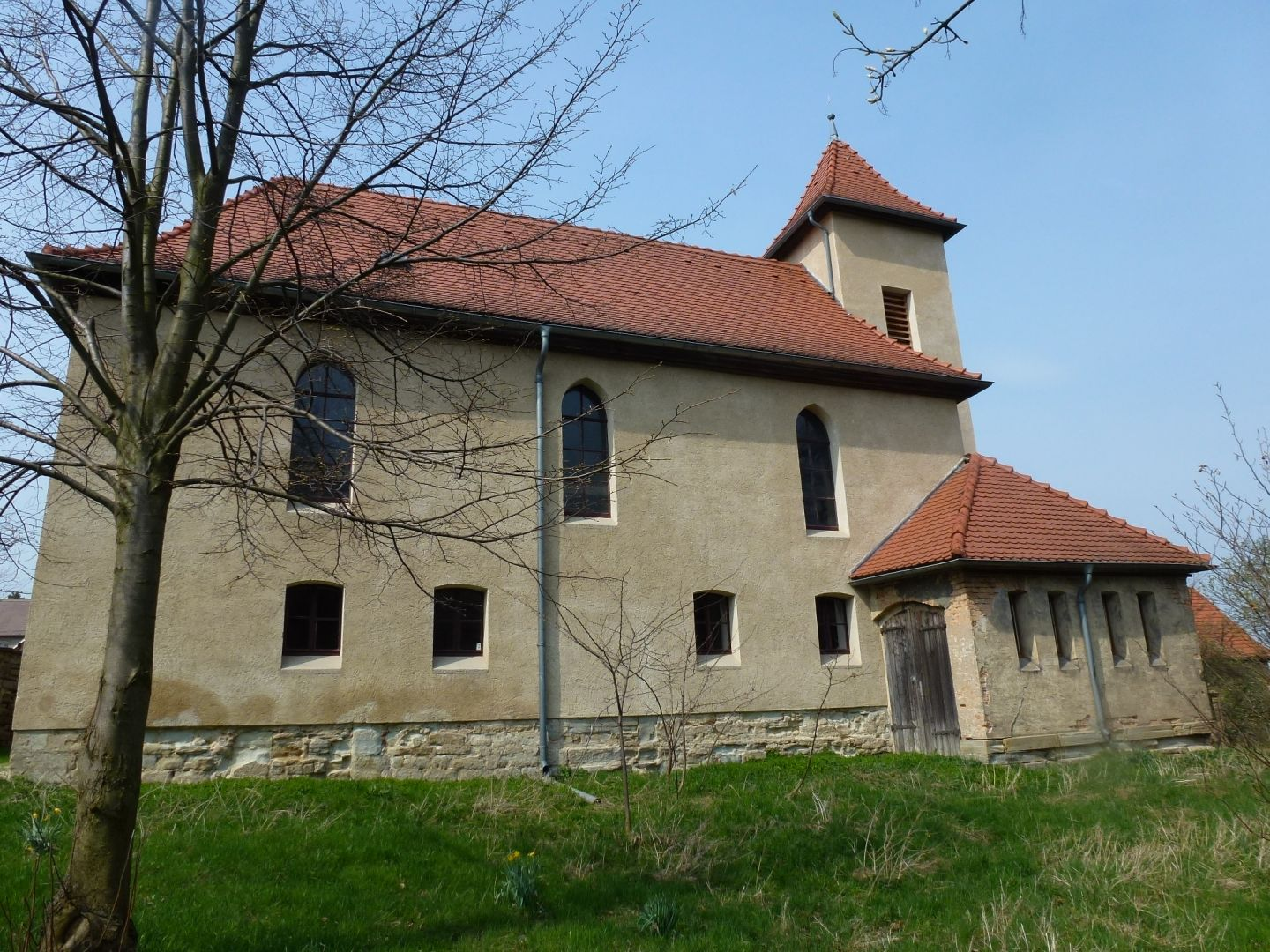
Kirche

- Burgruine der Kempe (Wohnturmrest). Wegen Einsturzgefahr eingezäunt.
- Wallanlagen der ehemaligen Reichsburg mit Infotafel und Gedenkstein.

Am Rande des Zeitzer Forstes befindet sich in Breitenbach ein Waldspielplatz mit Holzgebäude und Holzturm.

### Vereine
- Heimatverein
- Sportverein

## Wirtschaft und Infrastruktur

### Verkehr
Breitenbach erreicht man über die Landstraße aus Zeitz oder von Gera über die Bundesstraße 2. Mit den Bussen des MDV ist Breitenbach von Zeitz aus zu erreichen. Der nächste Bahnhof befindet sich etwa 8 km entfernt in Wetterzeube.

### Staatliche Einrichtungen
Der Süden des Gemeindegebiets wird vom ehemaligen Truppenübungsplatz Lonzig bedeckt.

### Gastronomie

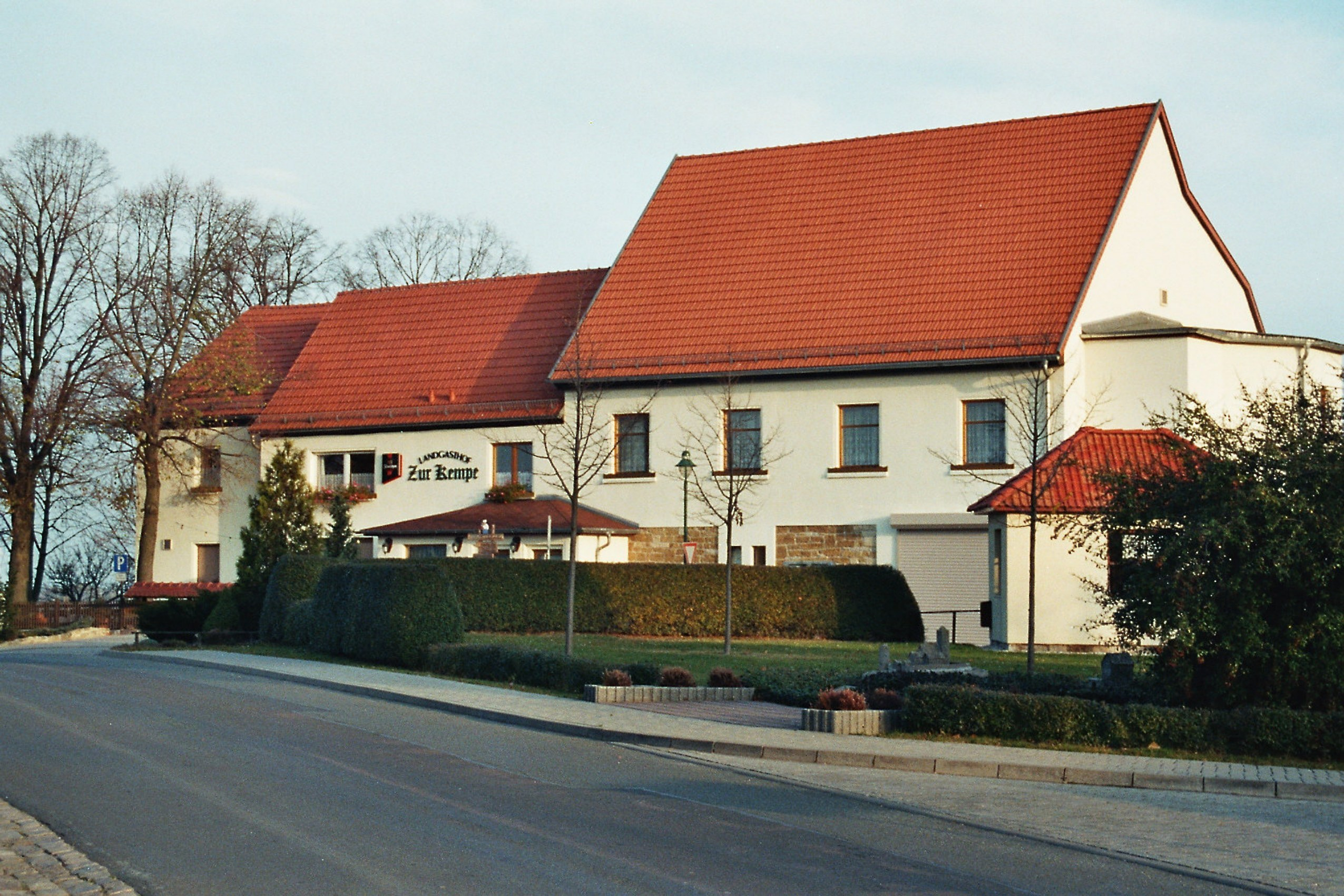
Landgasthof (2005)

Der Landgasthof „Zur Kempe“ ist eine Wildbret-Gaststätte des Zeitzer Forstes.